# 新しい動画 3つのはなし
新しい動画 3つのはなしは、1960年1月15日に日本で放送された、日本のテレビアニメ。1958年の『もぐらのアバンチュール』に次ぐ、最初期の国産のテレビアニメとして知られている。

## 背景
この番組「新しい動画 3つのはなし」は、NHKのテスト放送として作られた短編集アニメであり、3本の童話で構成されており合計で30分の長さとなっている。1本目の作品「第三のさら」は日本で初めてテレビアニメになった作品と紹介されてきたが、実際には、これより2年前の1958年に日本テレビにおいて国産アニメ作品『もぐらのアバンチュール』が放映されており、「新しい動画 3つのはなし」は、初めてNHKが制作したアニメーション番組として位置づけられる。また、「新しい動画 3つのはなし」は日本で初めてクロマキーを用いて制作された番組である。
この番組が放送されたのは1960年1月であるが、NHKがテレビ放送を開始した1953年2月時点におけるNHKテレビ受信契約件数は866件にとどまり、7年後にインフラストラクチャーがどうなったかはわかっていないため、この番組がどれぐらいよく知られているかは分かりにくい。なお、NHKテレビ放送開始から10年後の1962年度末での契約件数は13,378,973件まで増加し、世帯普及率では65％（対国勢調査世帯数）にまで達していた。

## 出演者
- お話：中村メイコ[9]

## 番組内容
1. 第三のさら（浜田広介）
2. オツベルと象（宮沢賢治）
3. 眠い町（小川未明）

## 備考
2004年12月17日に発売されたDVD『懐かしのこども番組グラフィティー 夕方6時セレクション1』（NHKエンタープライズ NSDS-8036）に番組冒頭の中村メイコのトーク（実写）、オープニング、3作品のうちの一つ「第三のさら」が収録されている。
2013年12月9日にNHK BSプレミアムで放送された『プレミアムアーカイブス』において『宇宙人ピピ』の第37話、第38話と共に再放送された。この放送では、ゲストに中村メイコを迎え、当時のエピソードなどが語られた。

## スタッフ
- 演奏：ウエストライナーズ オールスターズ

- 担当：後藤田純生（当時 NHK教育番組部ディレクター）

「3つのはなし」放送の翌1961年に「みんなのうた」番組の立ち上げに携わる。
「誰も知らない」（1961年、みんなのうた）では、「3つのはなし」のクリエイターから二人（和田と中原）を起用。

### 第三のさら
- 原作：浜田広介
- 構成と絵：小薗江圭子
- 音楽：前田憲男

### オツベルと象
- 原作：宮沢賢治
- 構成と絵：和田誠
- 音楽：三保敬太郎

### 眠い町
- 原作：小川未明
- 構成と絵：中原収一
- 音楽：山屋清